# Tetsuji Hashiratani
Tetsuji Hashiratani (jap. 柱谷哲二 Hashiratani Tetsuji; ur. 15 lipca 1964 w Kioto) – japoński piłkarz, reprezentant kraju grający na pozycji obrońcy. Obecnie trener.

## Kariera klubowa
Tetsuji Hashiratani zawodową karierę piłkarską rozpoczął w 1988 roku w klubie Nissan Motors. Z Nissan Motors, który w 1992 zmienił nazwę na Yokohama Marinos dwukrotnie zdobył mistrzostwo Japonii w 1989 i 1990, czterokrotnie Puchar Cesarza w 1988, 1989, 1991, 1992 oraz Azjatycki Puchar Zdobywców Pucharów w 1992.
W latach 1992–1998 był zawodnikiem klubu Verdy Kawasaki. Z Verdy dwukrotnie wygrał J. League w 1993 i 1994 oraz Puchar Cesarza w 1996 roku. W J. League rozegrał 183 mecze, w których strzelił 13 bramek.

## Kariera reprezentacyjna
Hashiratani występował w reprezentacji Japonii w latach 1988–1995. W 1989 uczestniczył w eliminacjach Mistrzostwach Świata 1990. W 1992 uczestniczył w Pucharze Azji, który zakończył się zwycięstwem Japonii. Na turnieju rozgrywanym w Japonii wystąpił we wszystkich pięciu meczach z ZEA, Koreą Północną, Iranem, Chinami oraz w finale z Arabią Saudyjską.
W 1993 uczestniczył w eliminacjach Mistrzostw Świata 1994. W 1995 roku uczestniczył w drugiej edycji Pucharu Konfederacji. Na turnieju w Arabii Saudyjskiej wystąpił w obu meczach z Nigerią i Argentyną. Ogółem w reprezentacji rozegrał 27 spotkań, w których strzelił 4 bramki.

## Statystyki
| Reprezentacja Japonii | Reprezentacja Japonii | Reprezentacja Japonii |
| Rok                   | Mecze                 | Gole                  |
| --------------------- | --------------------- | --------------------- |
| 1988                  | 5                     | 1                     |
| 1989                  | 10                    | 0                     |
| 1990                  | 6                     | 1                     |
| 1991                  | 2                     | 1                     |
| 1992                  | 11                    | 0                     |
| 1993                  | 14                    | 2                     |
| 1994                  | 9                     | 1                     |
| 1995                  | 15                    | 0                     |
| Razem                 | 72                    | 6                     |

## Kariera trenerska
Po zakończeniu kariery piłkarskiej Hashiratani został trenerem. W 2002 roku pracował w Consadole Sapporo, a w 2008 prowadził Tokyo Verdy.